# James Kirkup
James Falconer Kirkup, FRSL (23 de Abril de 1918 – 10 de Maio de 2009) foi um poeta inglês, tradutor e escritor de viagens. Escreveu mais de 30 livros, incluindo autobiografias, novelas e peças. Tornou-se Membro da Real Sociedade de Literatura em 1962.

## Juventude
Kirkup surgiu em South Shields, e foi educado na Escola Secundária de South Shields e na Universidade de Durham. Durante a Segunda Guerra Mundial era uma argumentador consciente, e trabalhava para a Forestry Comission e na terra em Yorkshire Dales e na Quinta de Lansbury Gate, Clavering, Essex. Ensinou em The Downs School em Colwall, Malvern, onde W. H. Auden se tinha tornado mestre. Kirkup escreveu o seu primeiro livro de poesia, The Drowned Sailor, em Downs, que foi publicado em 1947. De 1950 a 1952, foi o primeiro Membro da Gregory Poetry na Universidade de Leeds, fazendo dele o primeiro poeta residente na universidade em todo o Reino Unido.
Em 1952 mudou-se para o sul para Gloucestershire e tornou-se poeta visitante na Academia de Arte de Bath durante os três anos seguintes. Mudando-se para Bath, ensinou numa escola de gramática em Londres antes de deixar Inglaterra em 1956, para viver e trabalhar na Europa, América e Oriente. No Japão, encontrou aceitação e apreciação no seu trabalho, e assentou lá durante 30 anos, ensinado literatura inglesa em várias universidades.

## Caso de blasfémia
Kirkup veio à atenção do público em 1977, depois de um jornal Gay News ter publicado o seu poema The Love That Dares to Speak Its Name (o Amor que se atreve a dizer o seu nome), no qual o centurião romano descreve a sua luxúria e atracção a um Jesus crucificado. O jornal foi processado com sucesso no caso Whitehouse contra Lemon, assim como o editor, Dennos Lemon, por blasfémia caluniosa sob o Blasphemy Act de 1697, por Mary Whitehouse, na altura Secretária da National Viewers' and Listeners' Association (Associação Nacional de Espectadores e Ouvintes).

## Poesia
Depois de escrever versos simples e rimas desde os 6 anos e da publicação do seu primeiro livro, The Drowned Sailor, em 1947, os trabalhos publicados de Kirkup rodearam cerca de dúzia colecções de poesia, seis volumes de autobiografia, cerca de 100 monografias de trabalho original e traduções , e centenas de pequenas peças em jornais e periódicos. A sua capacidade de escrever em haiku e tanka é conhecida internacionalmente. Muitos dos seus poemas falam da sua infância no Nordeste, e surgem em publicações como The Sense of the Visit, To the Ancestral North, Throwback e Shields Sketches.
A sua cidade natal em South Shields agora tem uma grande colecção dos seus trabalhos na Biblioteca Central, e artefactos do seu tempo no Japão estão guardados no museu. O seu último volume de poesia foi publicado durante o Verão de 2008 por Red Squirrel Press, e foi lançado num evento especial na Biblioteca Central de South Shields.

### Poesia
- The Drowned Sailor (1947)
- The Submerged Village and Other Poems (1951)
- A Correct Passion and Other Poems (1952)
- A Spring Journey and Other Poems 1952-1953 (1954)
- The Descent into the Cave and Other Poems (1957)
- The Prodigal Son, Poems 1956 - 1959 (1959)
- Refusal to Confirm Last and First Poems (1963)
- No Men Are Foreign (1966)
- The Caged Bird in Springtime (1967)
- White Shadows, Black Shadows: Poems of Peace & War (1970)
- The Body Servant: Poems of Exile (1971)
- The Sand Artist (1978)
- The Haunted Lift (1982)
- The Lonely Scarecrow (1983)
- The Sense of the Visit (1984)
- The House at Night (1988)
- He Dreamed He was a Butterfly (1997)
- Marsden Bay (2008)

### Peças
- True Mystery of the Nativity (Primeiro publicada em 1956)
- The Prince of Homburg (Primeiro publicada em 1959)
- The Physicists (Primeiro produzida em 1963, primeiro publicada em 1963)
- The Meteor (Primeiro produzida em 1966, primeiro publicada em 1973)
- Play Strindberg (Primeiro produzida em 1992)

### Autobiografias
- The Only Child: An Autobiography of Infancy (1957)
- Sorrows, Passions and Alarms: An Autobiography of Childhood (1959)
- What is English Poetry? (1968)[5]
- I, of All People: An Autobiography of Youth (1990)
- A Poet Could Not But be Gay (1991)
- Me All Over (1993)

## Prémios
Entre as honras, Kirkup tinha o Atlantic Award for Literature de Rockfeller Foundation em 1959; foi eleito um membro da Real Sociedade de Literatura em 1962; ganhou o Japan P.E.N. Club Prize for Poetry em 1965; e foi premiado com o Scott Moncrieff Prize por tradução em 1992.
Em 1997 foi presenteado com o Japan Festival Foundation Award e foi convidado pelo Imperador e Imperatriz para o Novo Ano Imperial de Leitura de Poesia no Palácio de Tóquio.
No princípio dos anos 90 Kirkup assentou em Andorra. Continuou o seu trabalho e correspondência, notavelmente tornando-se um contribuidor frequente para a secção de obituários no jornal britânico The Independent até 2008. Também teve vários livros virtuais publicados na Internet pelo Brindin Press. Um grande encorajador de jovens talentos em todos os aspectos das artes, foi o Presidente Honorário da Companhia de Teatro de jovens.
Kirkup morreu em Andorra a 10 de maio de 2009.